# William E. Odom

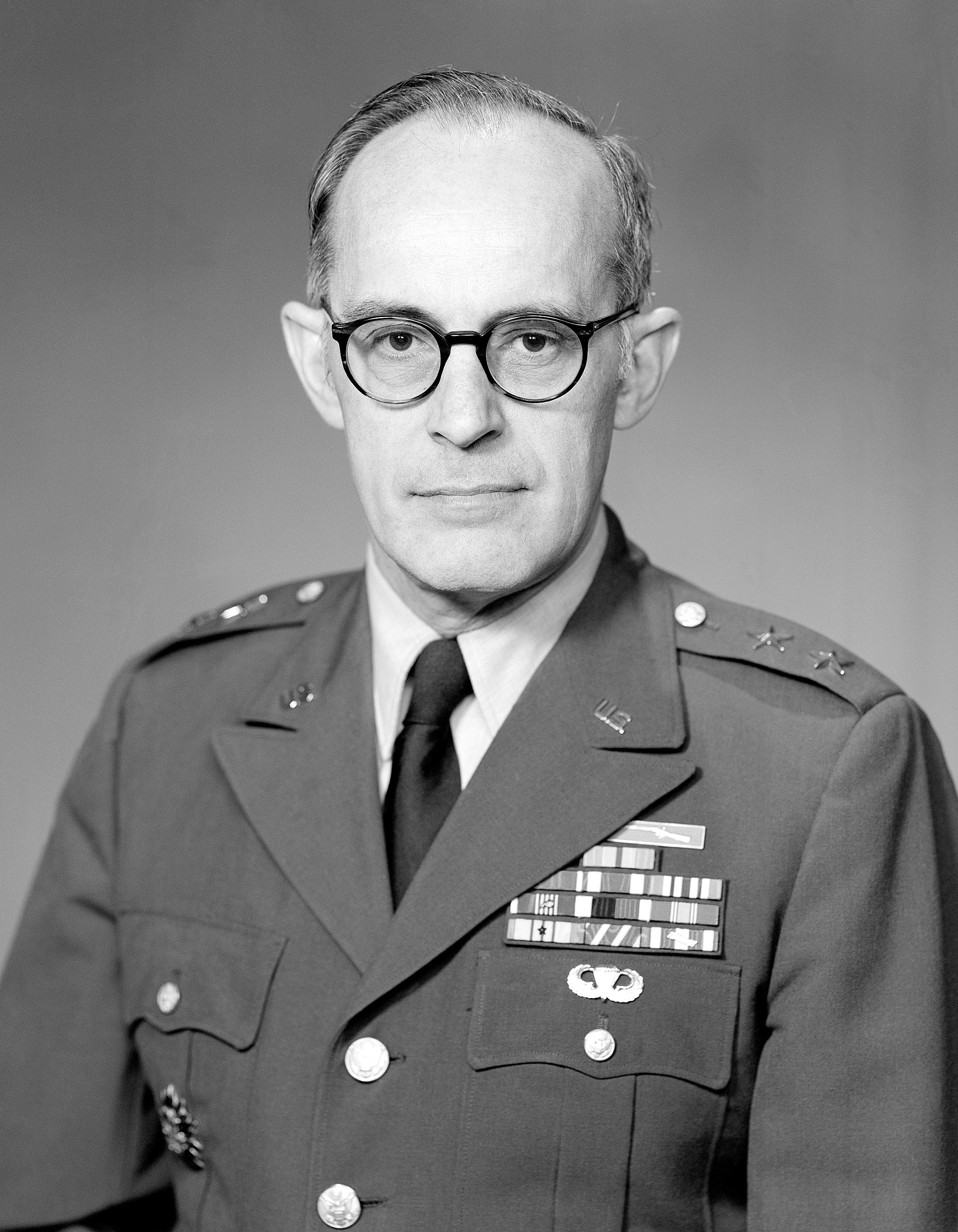
William E. Odom 1983

William Eldridge Odom (* 23. Juni 1932 in Cookeville, Putnam County, Tennessee; † 30. Mai 2008 in Lincoln, Vermont) war ein General der US Army. Von 1985 bis 1988 war er Direktor der National Security Agency und Mitglied der Military Intelligence Hall of Fame.

## Leben
Odom studierte in West Point und an der Columbia University. In West Point lehrte er auch später russische Geschichte. Der fließend Russisch sprechende Odom arbeitete von 1977 bis 1981 beim US National Security Council, dann als stellvertretender Chef des Stabes der US-Armee für Geheimdienstaktivitäten und von 1985 bis 1988 als Direktor des Geheimdienstes NSA (National Security Agency). Seit 1962 war Odom mit Anne Weld Curtis verheiratet.

### NSA Direktor
Lieutenant General Odom verdankte seinen schnellen Aufstieg der Unterstützung von Zbigniew Brzeziński, den er an der Columbia University kennengelernt hatte. Als Direktor genoss er in der NSA wenige Sympathien und galt als ineffektivster Direktor in der Geschichte der Behörde. Odom galt als streng und humorlos und ging so weit, dass er Journalisten als „Spione“ und Reporter als „nicht verurteilte Schwerverbrecher“ bezeichnete.
Odom stand sowohl dem Kongress als auch anderen Mitgliedern der Reagan-Regierung kritisch gegenüber und beschuldigte sie, nachrichtendienstliche Geheimnisse durchsickern zu lassen. Besonders ärgerte den Lieutenant General, dass Präsident Reagan nach dem Anschlag auf die Westberliner Diskothek La Belle als Beweis für Libyens Schuld drei durch die NSA abgehörte Funksprüche anführte.

### Iran-Kontra-Affäre
Nachdem im Dezember 1985 ein Klüngel Washingtoner Beamter, darunter auch William J. Casey, plante, Raketen in den Iran zu schicken, um im Austausch dafür die Freilassung der im Libanon gefangengehaltenen Geiseln zu erreichen, wandte sich Lieutenant Colonel Oliver North vom National Security Council hilfesuchend an die NSA. Er wünschte eine Reihe von Laptops, eine Sonderanfertigung mit der Bezeichnung „KY-40“. Auf Vorschlag eines Kollegen bei der NSA wurde North an John C. Wobensmith verwiesen, einen hochrangigen Beamten beim Information System Security Directorate der NSA.
Odom genehmigte Wobensmith die Übergabe der KY-40s, welcher aber, als er sie North weitergab, vergaß, sich dafür eine Empfangsquittung auszuhändigen zu lassen. Als zwei Jahre später der Skandal um die Iran-Contra-Affäre die Öffentlichkeit erreichte, geriet Wobensmith unter Druck.
Odom glaubte, dass Wobensmith dafür verantwortlich war, dass die NSA ins Rampenlicht geraten war. Er war schwer verärgert und arbeitete gegen Wobensmith, was andere NSA-Angehörige empörte. So drückte z. B. Edwin R. Lindauer Jr., der stellvertretende Direktor für Informationssicherheit und damit einer der ranghöchsten Beamten der Behörde, sein Bedauern darüber aus, dass pflichtbewusste Mitarbeiter sich gegen ihren eigenen Direktor zur Wehr setzen müssten. Wobensmith verbrachte mehrere Wochen jeweils 30 bis 40 Stunden ehrenamtlich arbeitend in der NSA, geriet aber dennoch in Isolation.
Als Odom dann Schwierigkeiten mit Reagans Verteidigungsminister Frank Carlucci bekam, wurde er entlassen. Während Odom sich wegen seines enormen Einflusses auf die NSA lobte, bedauerte sein Nachfolger, Vizeadmiral William O. Studeman, die gesunkene Moral in der Behörde. Odom versuchte außerdem noch, Studeman seine Lieblingsprojekte aufzudrängen.

### Karriere nach der NSA
Odom war leitender Wissenschaftler im Hudson Institute, wo er sich hauptsächlich mit militärischen Themen, Geheimdiensten und internationalen Beziehungen beschäftigte. Weiterhin war er außerordentlicher Professor an der Yale University, wo er Seminarkurse in nationaler Sicherheitspolitik und Russischer Politik gab. Im Jahr 2005 bemerkte er öffentlich, dass den US-amerikanischen Interessen am besten mit einem Rückzug aus dem Irak gedient sei.

## Auszeichnungen
Auswahl der Dekorationen, sortiert in Anlehnung der Order of Precedence of Military Awards:
- Army Distinguished Service Medal
- Defense Superior Service Medal
- Legion of Merit
- Meritorious Service Medal
- Joint Service Commendation Medal
- Army Commendation Medal
- National Defense Service Medal
- Vietnam Service Medal (2 ×)

## Mitgliedschaften
2007 wurde er zum Mitglied der American Philosophical Society gewählt.

## Schriften
- The Collapse of the Soviet Military. Yale University Press, New Haven 1998, ISBN 0-300-07469-7.